# Andrzej Sontag
Andrzej Sontag (ur. 26 kwietnia 1952 w Lublinie) – polski lekkoatleta, trójskoczek. Olimpijczyk z Montrealu (1976). 

## Życiorys
Absolwent Wydziału Historii Uniwersytetu im. Marii Skłodowskiej - Curie w Lublinie (1976). Zawodnik klubów: AZS Lublin i Start Lublin. Instruktor lekkoatletyczny w AZS Lublin, nauczyciel historii w Szkole Podstawowej nr 7 w Lublinie, następnie adiunkt w Muzeum Sportu i Turystyki w Łodzi, urzędnik w Urzędzie Wojewódzkim oraz Urzędzie Marszałkowskim, sędzia sportowy. Mieszka w Łodzi.

## Osiągnięcia
Brązowy medalista mistrzostw Europy w Rzymie (1974) z wynikiem 16,61 m. 3. miejsce wywalczył również w finale Pucharu Europy w Nicei (1975 – 16,32 m). Halowy mistrz Polski (1976). W rankingu światowym Track & Field News klasyfikowany w 1973 i 1974 na 6., a w 1975 na 9. pozycji w trójskoku.

## Rekordy życiowe
- trójskok – 16,96 m (3 sierpnia 1975, Bydgoszcz) – 9. wynik w historii polskiej lekkoatletyki[2]